# 无尽长廊

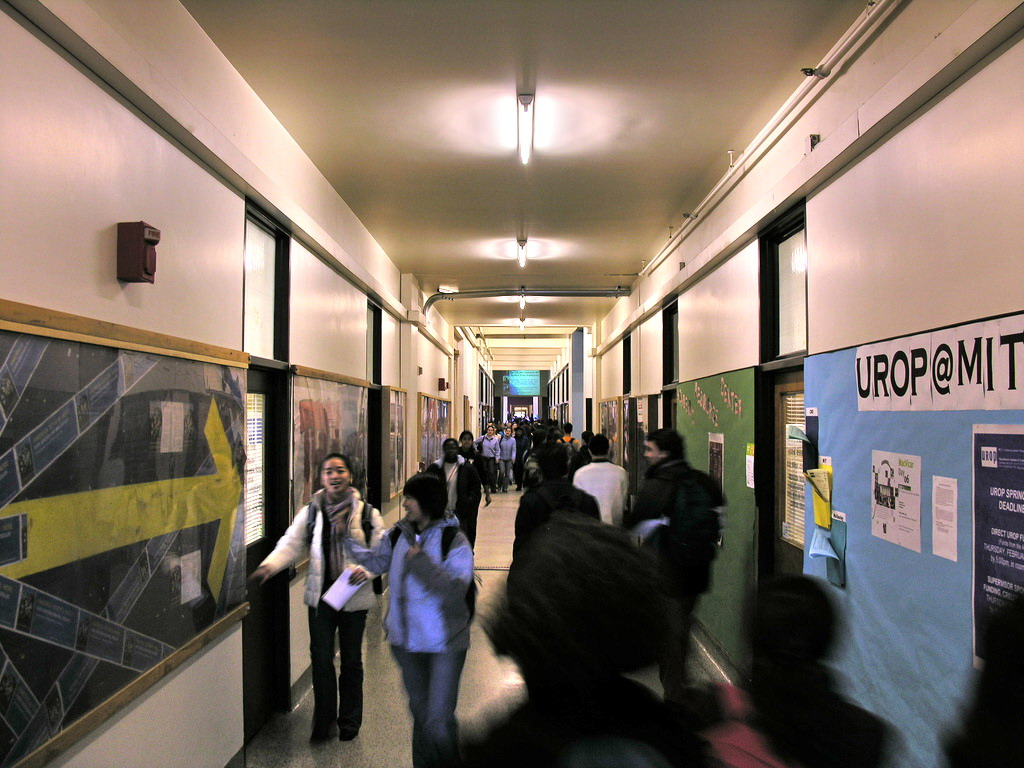
无尽长廊

无尽长廊（英語：Infinite Corridor）是一条251米长（825英尺，0.16英里，147斯穆特）的走廊，走廊將麻省理工学院的一些建筑物贯穿起來，特别是7,3,10,4和8号（从西到东）大楼。走廊之所以重要，不仅因为它连接这些建筑，也因为它是校园东西间最径直的室内路线。最初的的MIT建筑物群由威廉·W·博斯沃思在1913年设计，这条走廊被设计为这群建筑的中轴线。
走廊内的“交通”有时十分繁忙，实际上，传统的"hack" (恶作剧)活动，1985年时在此走廊放置交通信号，车道标线，和类似于高速公路的路牌。有时，土木与环境工程（CEE）部门交通实验室的学生，会将无尽长廊内的步行交通当作一个比较安全，方便的高速公路交通模型来研究。一个学生的报告得出了如下看似用于无尽长廊的非正式交通规则：

“无尽长廊道路规则包括：靠右，限制组员，左侧通过，瓶颈处排队通过，禁停/禁止减速，走廊内交通有先行权，禁止肢体接触和眼神交流。”

在每年十一月中旬和一月下旬時，走廊和黄道面对齐，於是直射的阳光會貫穿整条走廊，教職員和學生會在那時候慶祝一番。

## 位置
外部的大楼梯从马萨诸塞大道延伸到第七大厅，无尽长廊的正门。地址通常称为“77 MassAve”，其官方街道地址的缩写；街道本身也成为主（中）校园的西界限。MIT学生中心（W20建筑）就在大街对面，麻省大道84号。
附近的巴士站，供给来自哈佛广场，或者经由哈佛大桥穿过查尔斯河来自后湾的MBTA（马萨诸塞湾交通局）巴士，以及其他穿梭巴士停靠。食品贩卖车经常停靠在入口附近的指定区域。

## 第七大厅

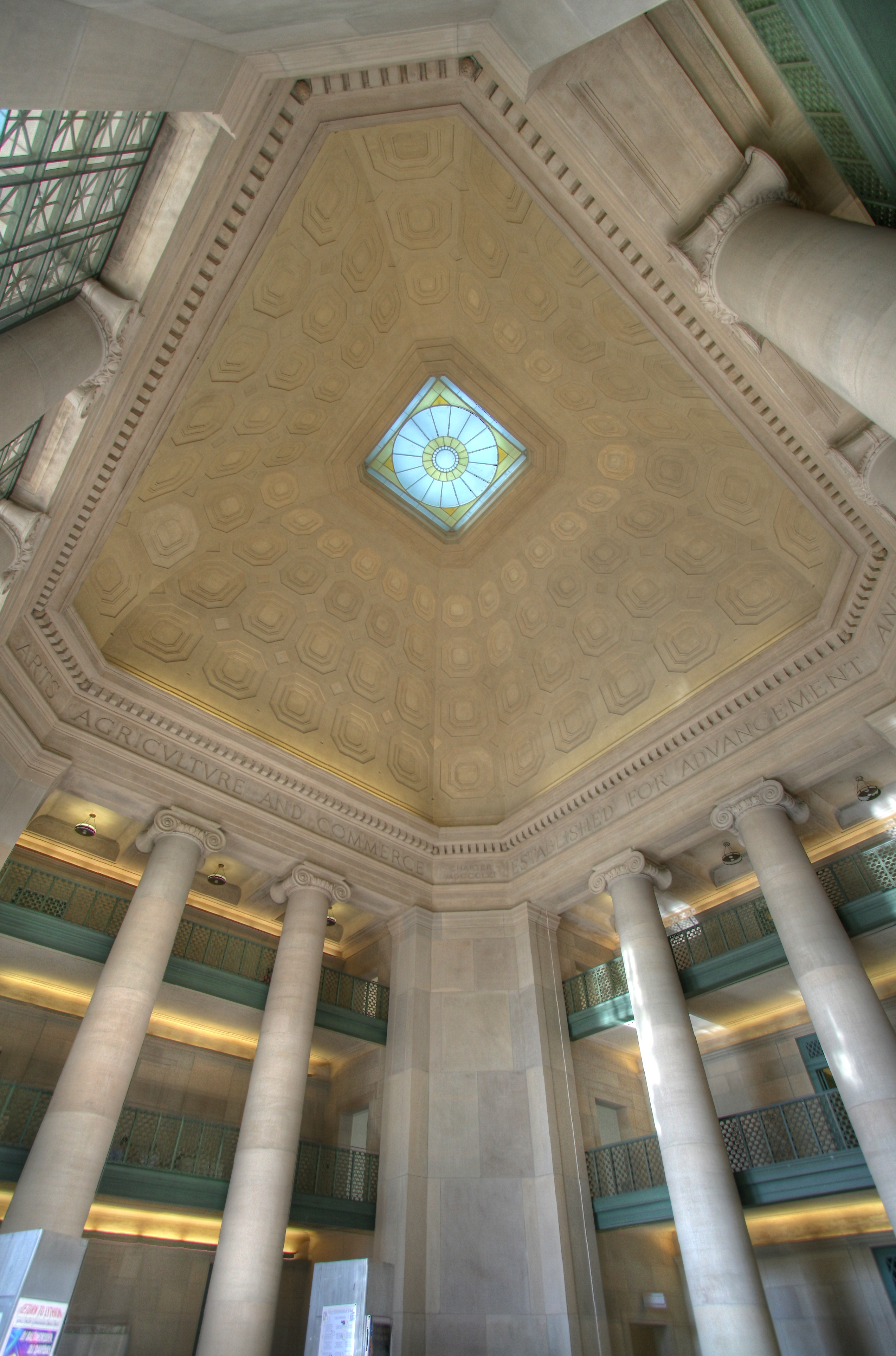
从小穹顶内部向上看的MIT七号大厅

七号大厅，之所以这样命名是因为它在七号大楼（正式名为罗杰斯大楼 ）之内，是个向上延伸到小穹顶 内部100英尺高的开阔空间。一段雕刻的铭文环绕小穹顶基座周围，也成了恶作剧的对象之一。四个空的基座占据了方形大厅的角落；基座原本是用于放置大型人物雕像的，但却常被学生占以学习，或偶尔奏乐。在街道对面，无限走廊穿过大厅向前延伸。
七号大厅通常用于正式安排或即兴的音乐会。20世纪70年代，长廊入口两侧的柱子，部分用纸包住，用作自由的“另类广告”和不那么自由的“柱子作品”，学生可以在上面对当今问题如核能和迪斯科是否糟糕以涂鸦形式回应。在大厅的破坏主义之后，空军艺术展一度取消。
七号大厅上层常常悬挂条幅，包括偶尔的恶作剧如“别让鬼灵精偷走神诞节”，意指常常对于校园圣诞树的抱怨。七号大厅巨洞似的内部空间，常常是大型室内恶作剧的场所。

## 装饰
长廊墙面完全漆成“学院灰”，门口则都是黑色，直到1970年春，一些壁画才出现。有两个显著的例外，壁画很快被公告板和封闭式陈列柜代替，几十年来，基本不变。2010年夏的更新安装了更耐用的公告板，并清晰标出了保留给指定学生活动独占使用的部分。
长达25年，出纳办公室的墙上画着一个巨大的美元钞票（恶作剧之一），但是，最终那片空间改为公共休息室时，墙面也替换成了玻璃墙。作为历史的标记，老墙壁的上的画蚀刻进了玻璃墙。留下的最老壁画（招生办公室附近）是70年代初风格的彩画，内容是“多元文化”的人群快步行走。无尽长廊的多次翻新和重画，幸存下来的壁画如今是小心保存的那个时代的文物。
一些相邻的实验室，尤其是材料科学与工程部(课程三) 的实验室，现在有从地板一直到天花板高的玻璃墙，大型海报或陈列柜，用于解释研究活动。

## 十号大厅
走廊中途，是两层高的中庭开阔空间，称为十号大厅 （麦克劳林大楼 之一的十号大楼的一部分，在大穹顶 下面），此处特点是墙上刻有死于战争的MIT校友名字。十号大厅内，经常可以看宣传即将发生的事件的展台，和参与公共活动，演示学生，如杂耍和跳舞。一般，有筹款活动，如售卖旧书，演出门票，MIT玻璃实验室制作的物品，或中式糕点。

## 不同楼层
无尽长廊有五层。一楼是穿梭最多的楼层，也是无尽长廊唯一所指。它高出麻省大道（西端）半层楼，园区内高出一层楼，停车场入口在地下穿过（入口穿过地下室层同一平面的走廊）。东端，也是大约高出半层楼，附近楼梯连接十六号大楼（邻近的新建大楼，天花板较低）的第一二层。无限地下室走廊对应第一层的通道，但是连接了更多的通向其他建筑的地下隧道系统。

## 东向延伸
八号大楼是无限走廊的正式东端。然而，八号大楼端的一楼，却有走向十六号大楼一二层的楼梯。穿过16，56，66号大楼的地面层走廊是无尽长廊东向的延伸，在埃姆斯大街结束，穿过大街对面的贝聿铭设计的礼仪牌楼（ceremonial archy），就到达媒体实验室。
六十六号大楼的“尖端”（这么说是因为大楼逐渐缩小到一个楔形点）是室内一楼可以向东走到最远的地方。走楼梯下到六十六号大楼地下室，可以经过艾姆斯街下面的隧道继续向东走，隧道连接到东部校园的E18,E19,E25大楼。

## 麻省理工懸日

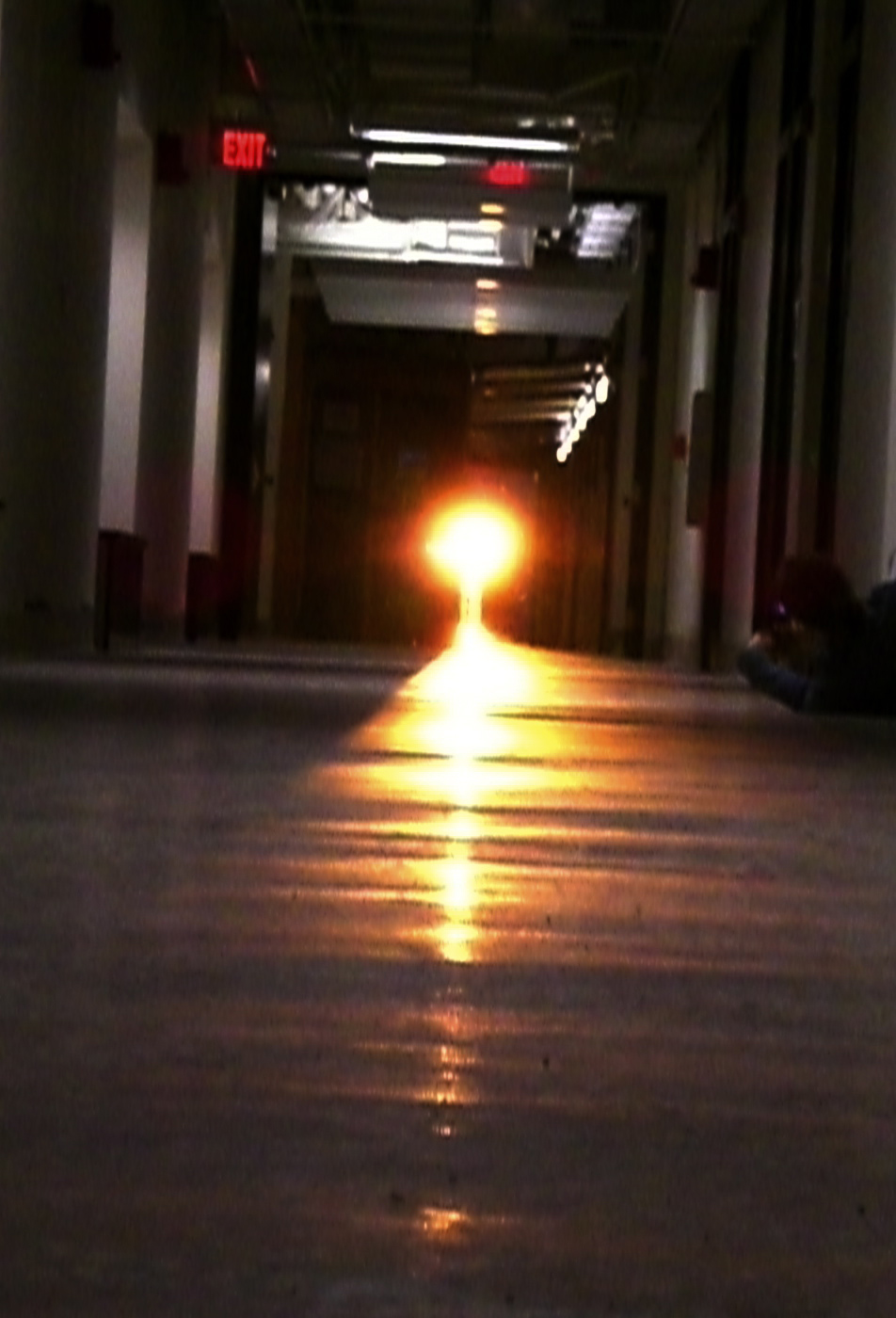
MIThenge

每年数天，太阳落山时对齐无尽长廊，阳光贯穿走廊全长。这称为“麻省理工懸日”（“MIThenge”），意指巨石阵（Stonehenge）与太阳的对齐（虽然，对齐的形式上与纽格莱奇墓和梅肖韦古墓更相近，因为阳光通过的是建筑群而非通过巨石阵） 。对齐发生在1月31日和11月11日附近的几天。根据天空与望远镜杂志 的一篇文章，这个现象在1975-76年被发现，计算，流行化。MIThenge网站 （页面存档备份，存于）有更多的信息和现象何时发生的预测。

## 演示
20世纪60年代，一个一般的科技节展示，使用了走廊畅通的长度来简单直接地演示光速。频闪灯，光电管，示波器放置在走廊一端，另一端放置一面镜子。往返时间大约2微秒。光电管管同时收集直射光与反光。闪光持续时间不超过一微秒，所以两个恰好分离的脉冲显示在示波器屏幕上。